# Список дипломатичних місій Норвегії

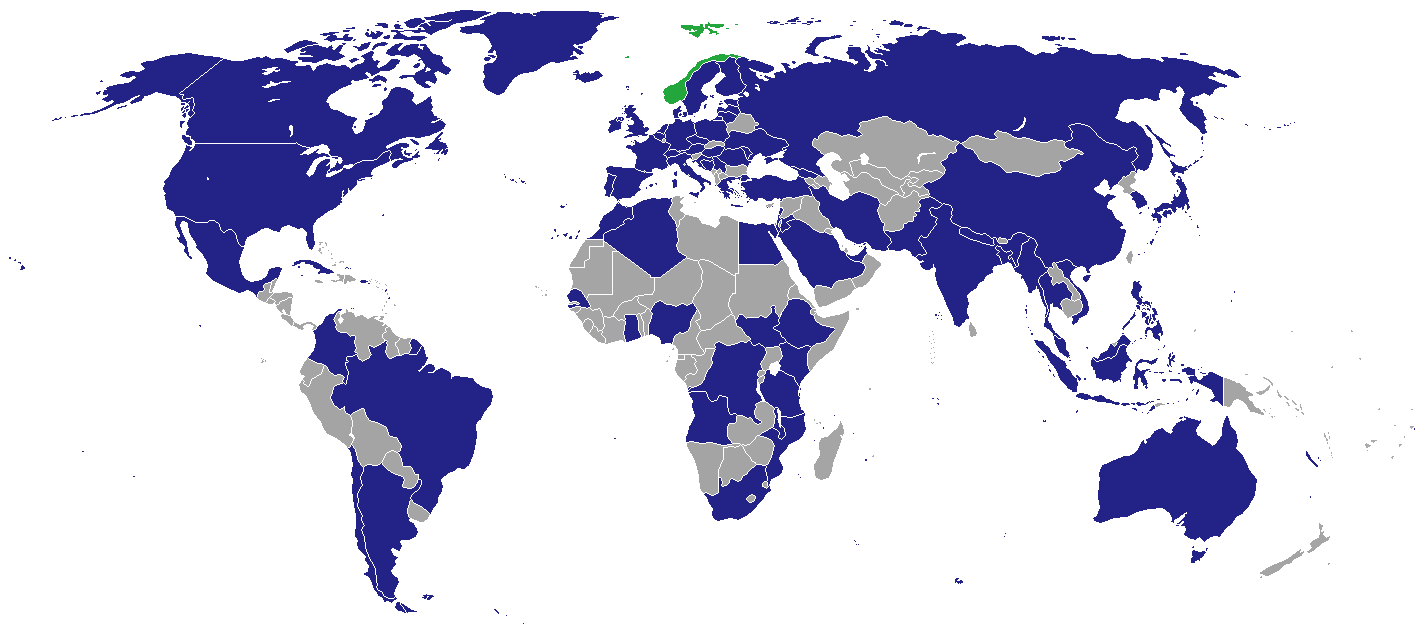
Країни, в яких є посольство Норвегії.

Нижче представлено список дипломатичних місій Норвегії. Наразі Норвегія має посольства у 80 країнах та 9 генеральних консульств в 5 країнах.

## Посольства

### Європа
- Австрія: Відень
- Азербайджан: Баку
- Бельгія: Брюссель
- Боснія і Герцеговина: Сараєво
- Велика Британія: Лондон(Посольство Норвегії у Великій Британії)
- Греція: Афіни
- Данія: Копенгаген
- Естонія: Таллінн
- Ірландія: Дублін
- Ісландія: Рейк'явік
- Іспанія: Мадрид
- Італія: Рим
- Косово: Приштина
- Латвія: Рига
- Литва: Вільнюс
- Нідерланди: Гаага
- Німеччина: Берлін
- Польща: Варшава
- Португалія: Лісабон
- Росія: Москва
- Румунія: Бухарест
- Сербія: Белград
- Словаччина: Братислава
- Угорщина: Будапешт
- Україна: Київ (Посольство Норвегії в Україні)
- Фінляндія: Гельсінкі
- Франція: Париж
- Хорватія: Загреб
- Чехія: Прага
- Швейцарія: Берн
- Швеція: Стокгольм

### Азія та Австралія
- Австралія: Канберра
- Афганістан: Кабул
- Бангладеш: Дакка
- В'єтнам: Ханой
- Ізраїль: Тель-Авів
- Індія: Нью-Делі
- Індонезія: Джакарта
- Іран: Тегеран
- Йорданія: Амман
- КНР: Пекін
- Ліван: Бейрут
- Малайзія: Куала-Лумпур
- М'янма: Янгон
- Непал: Катманду
- ОАЕ: Абу-Дабі
- Пакистан: Ісламабад
- Південна Корея: Сеул
- Саудівська Аравія: Ер-Ріяд
- Сирія: Дамаск
- Сінгапур: Сінгапур
- Таїланд: Бангкок
- Туреччина: Анкара
- Філіппіни: Маніла
- Шрі-Ланка: Коломбо
- Японія: Токіо

### Америка
- Аргентина: Буенос-Айрес
- Бразилія: Бразиліа
- Канада: Оттава
- Колумбія: Богота
- Куба: Гавана
- Мексика: Мехіко
- США: Вашингтон
- Чилі: Сантьяго

### Африка
- Алжир: Алжир
- Ангола: Луанда
- Гана: Аккра
- Ефіопія: Аддис-Абеба
- Єгипет: Каїр
- Кенія: Найробі
- Малаві: Лілонгве
- Малі: Бамако
- Марокко: Рабат
- Мозамбік: Мапуту
- Нігер: Абуджа
- ПАР: Преторія
- Південний Судан: Джуба
- Судан: Хартум
- Танзанія: Дар-ес-Салам
- Уганда: Кампала

## Генеральні консульства
- Бразилія: Ріо-де-Жанейро
- Індія: Мумбаї
- КНР: Гуанчжоу
- КНР: Шанхай
- Росія: Мурманськ
- Росія: Санкт-Петербург
- США: Нью-Йорк
- США: Сан-Франциско
- США: Х'юстон

## Представництва в міжнародних організаціях
- Європейський Союз: Брюссель
- НАТО: Брюссель
- Рада Європи: Страсбург
- Організація Об'єднаних Націй: Нью-Йорк
- Організація Об'єднаних Націй,  Європейська асоціація вільної торгівлі та  Світова організація торгівлі: Женева
- ЮНЕСКО та  Організація економічного співробітництва та розвитку: Париж
- Продовольча та сільськогосподарська організація ООН, інші організації: Рим
- Організація з безпеки і співробітництва в Європі: Відень

## Інші представництва
- Палестина (представництво): Аль-Рам
- Мадагаскар (відділ посольства в ПАР): Антананаріву

## Галерея

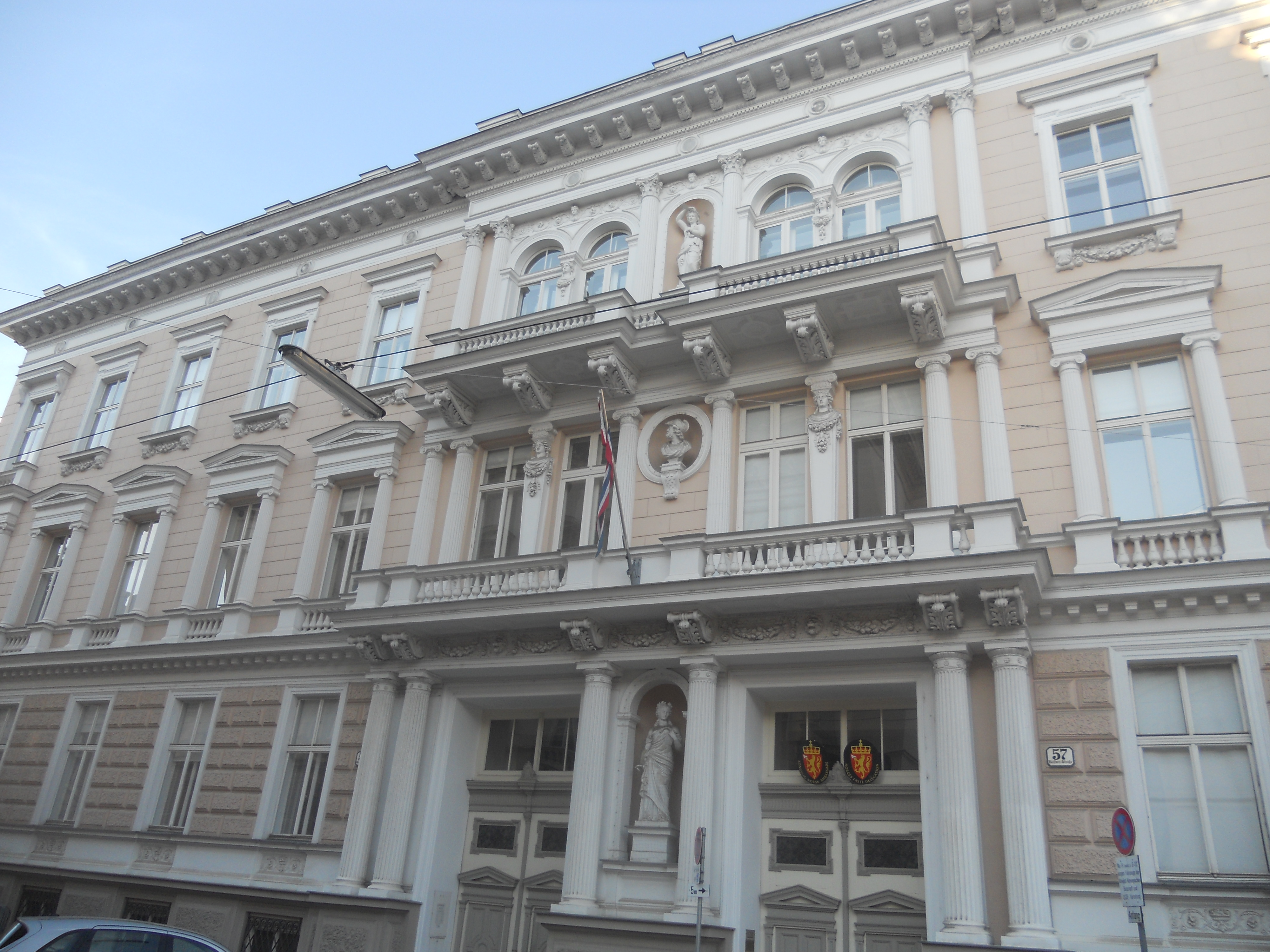
Посольство Норвегії в Австрії
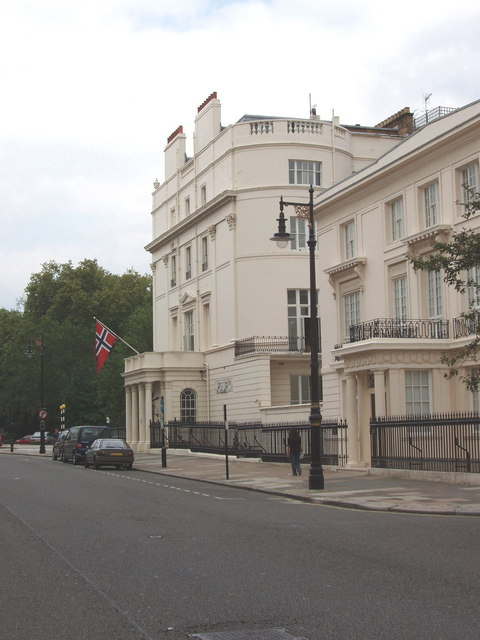
Посольство Норвегії у Великій Британії
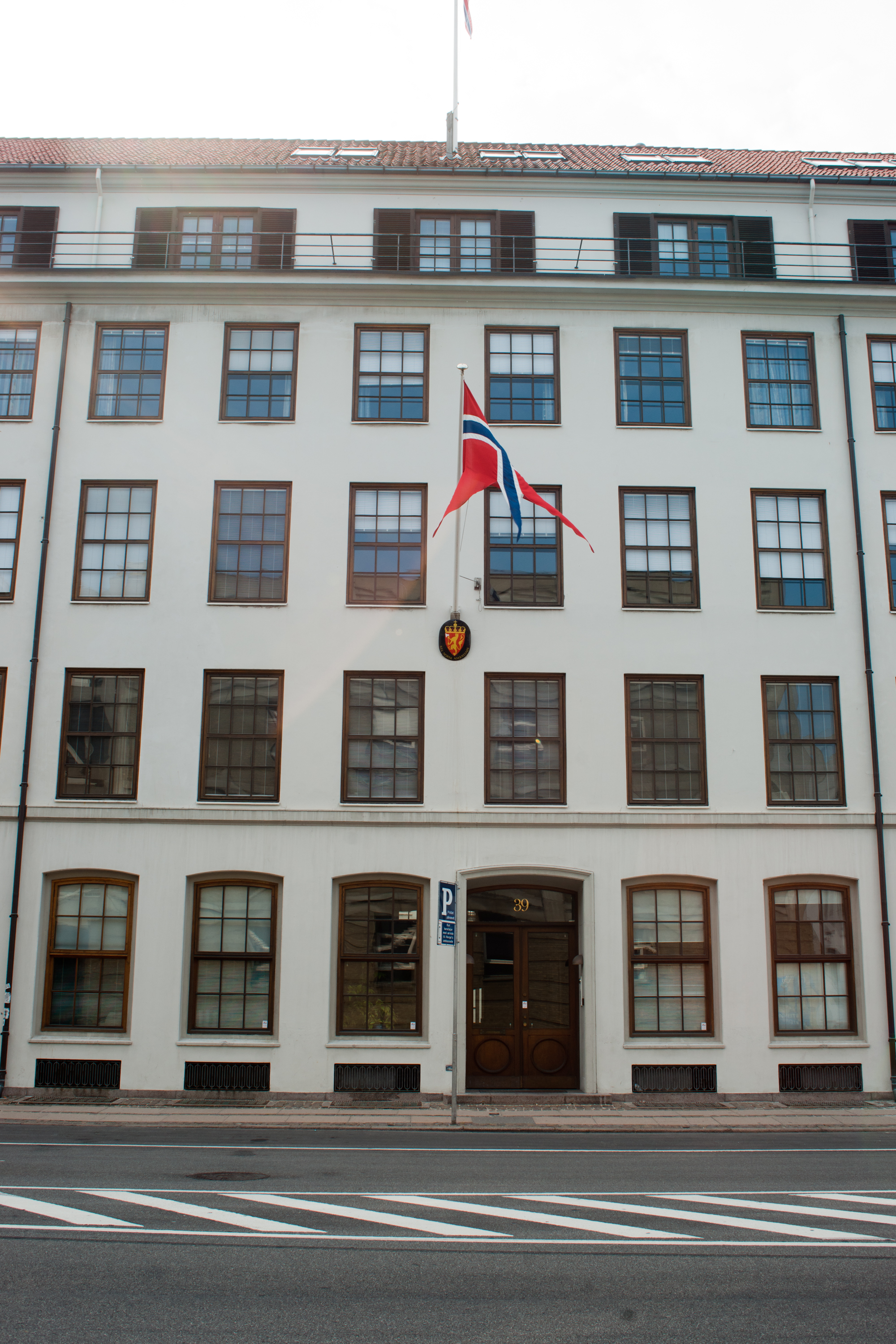
Посольство Норвегії в Данії
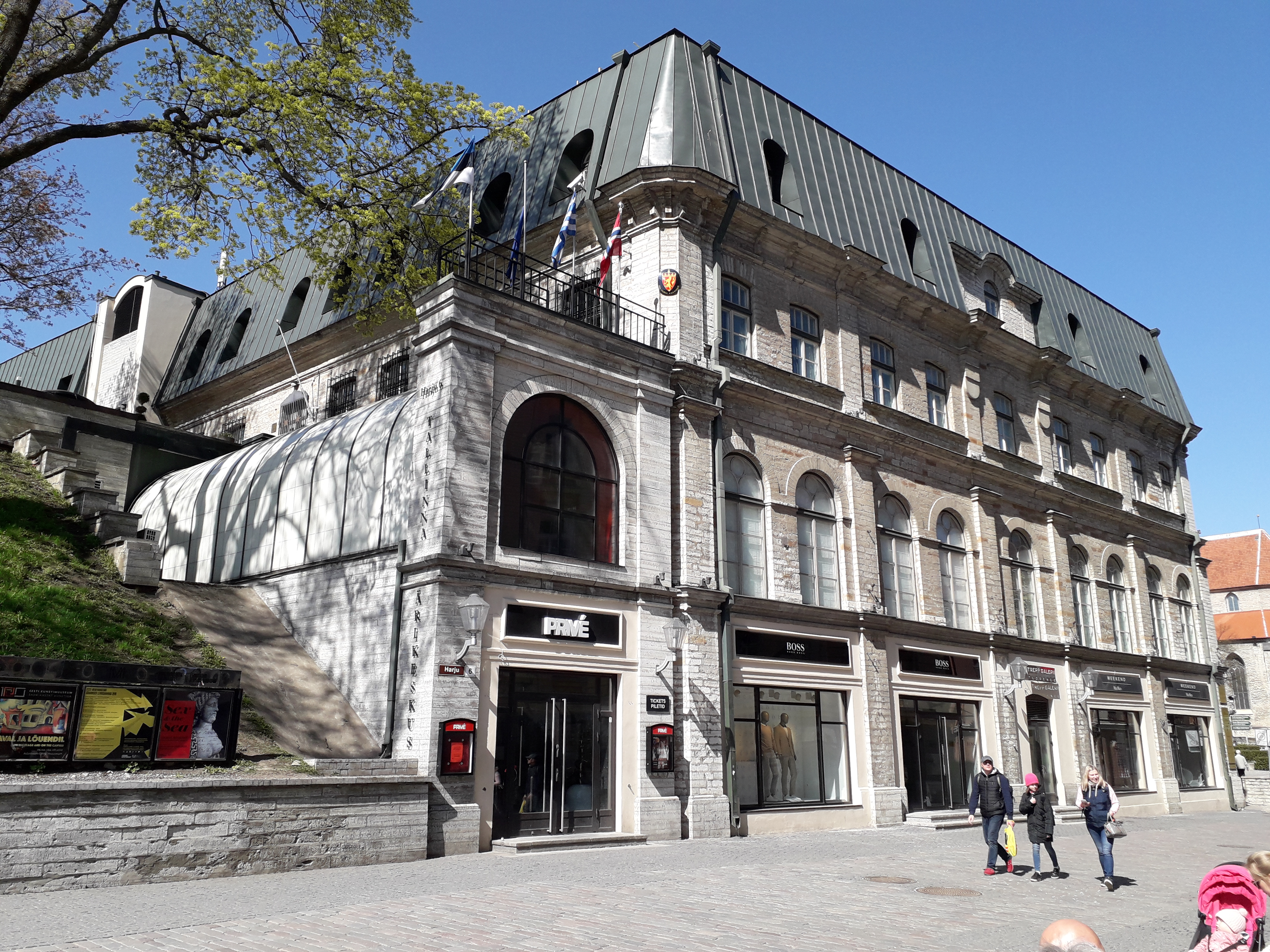
Посольство Норвегії в Естонії
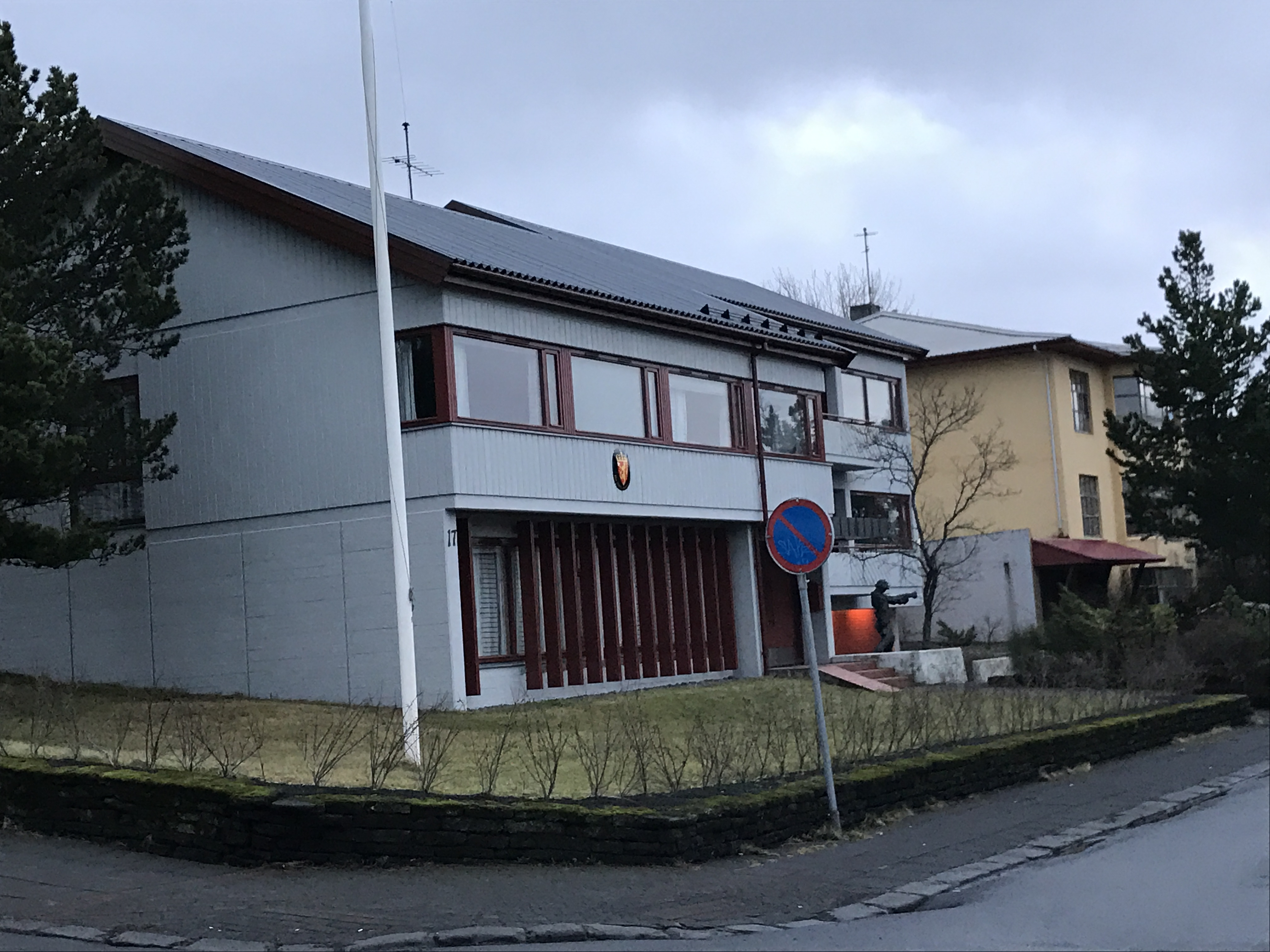
Посольство Норвегії в Ісландії
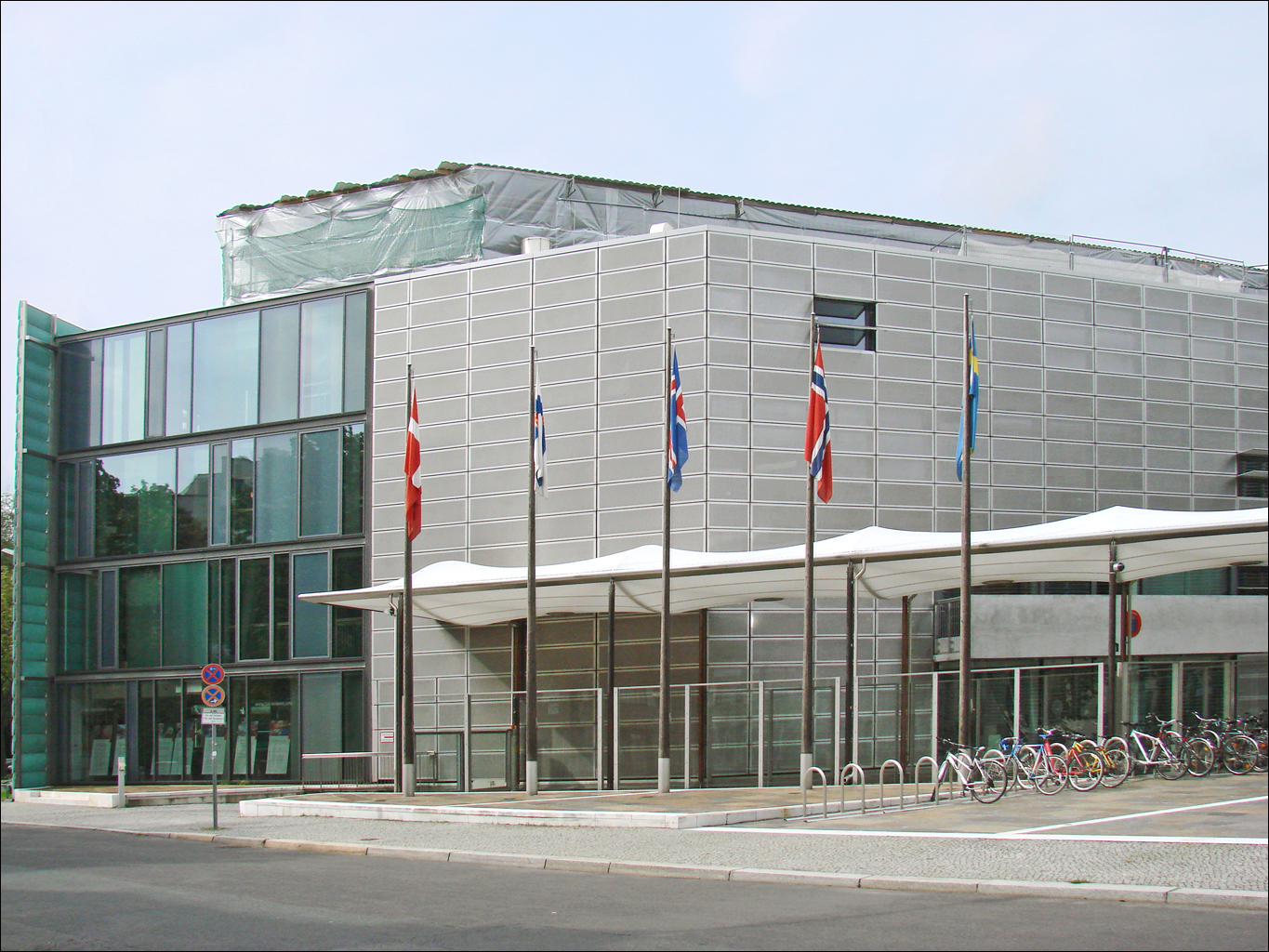
Посольство Норвегії в Німеччині (разом із посольствами інших скандинавських країн)
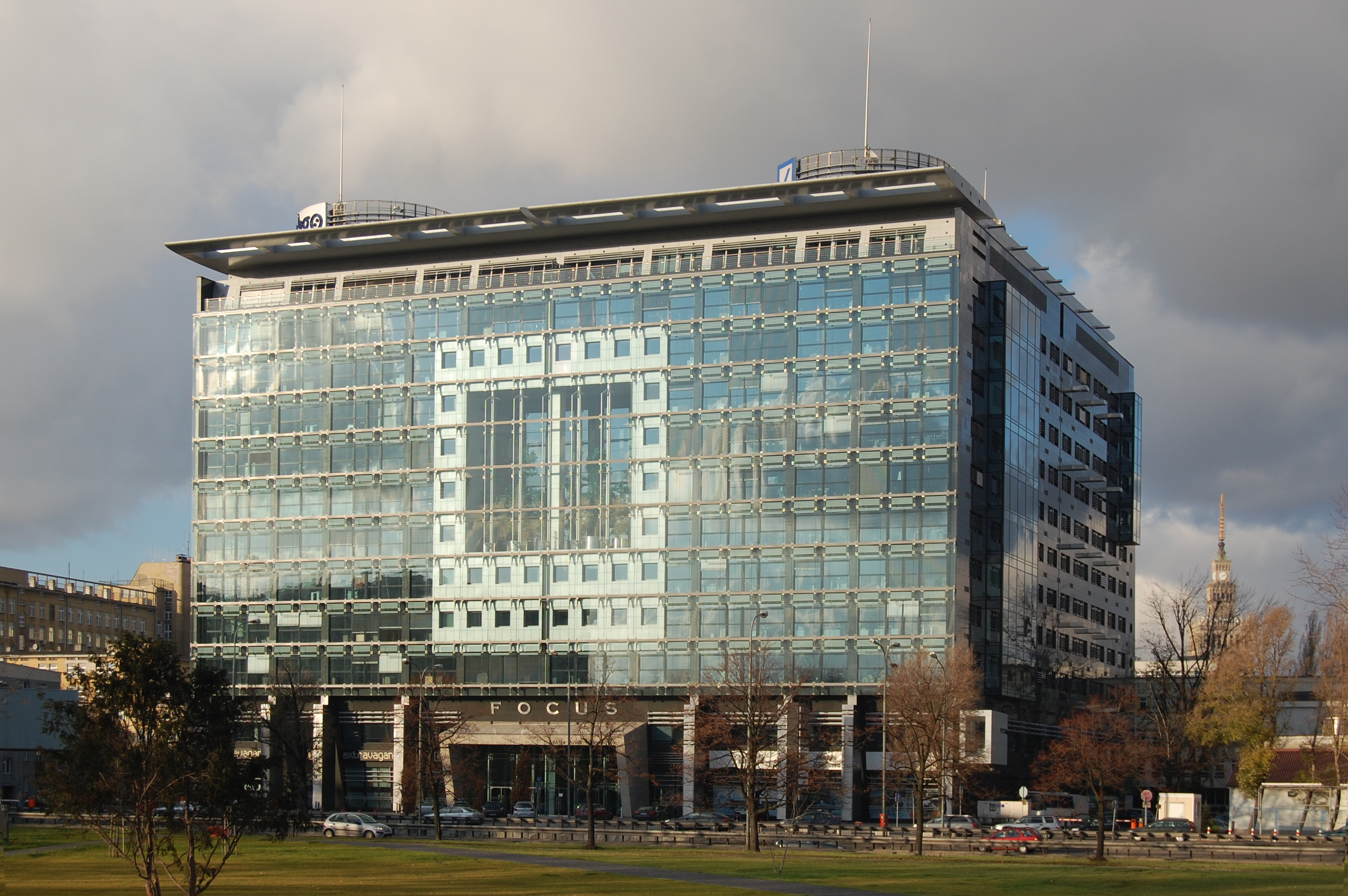
Посольство Норвегії в Польщі
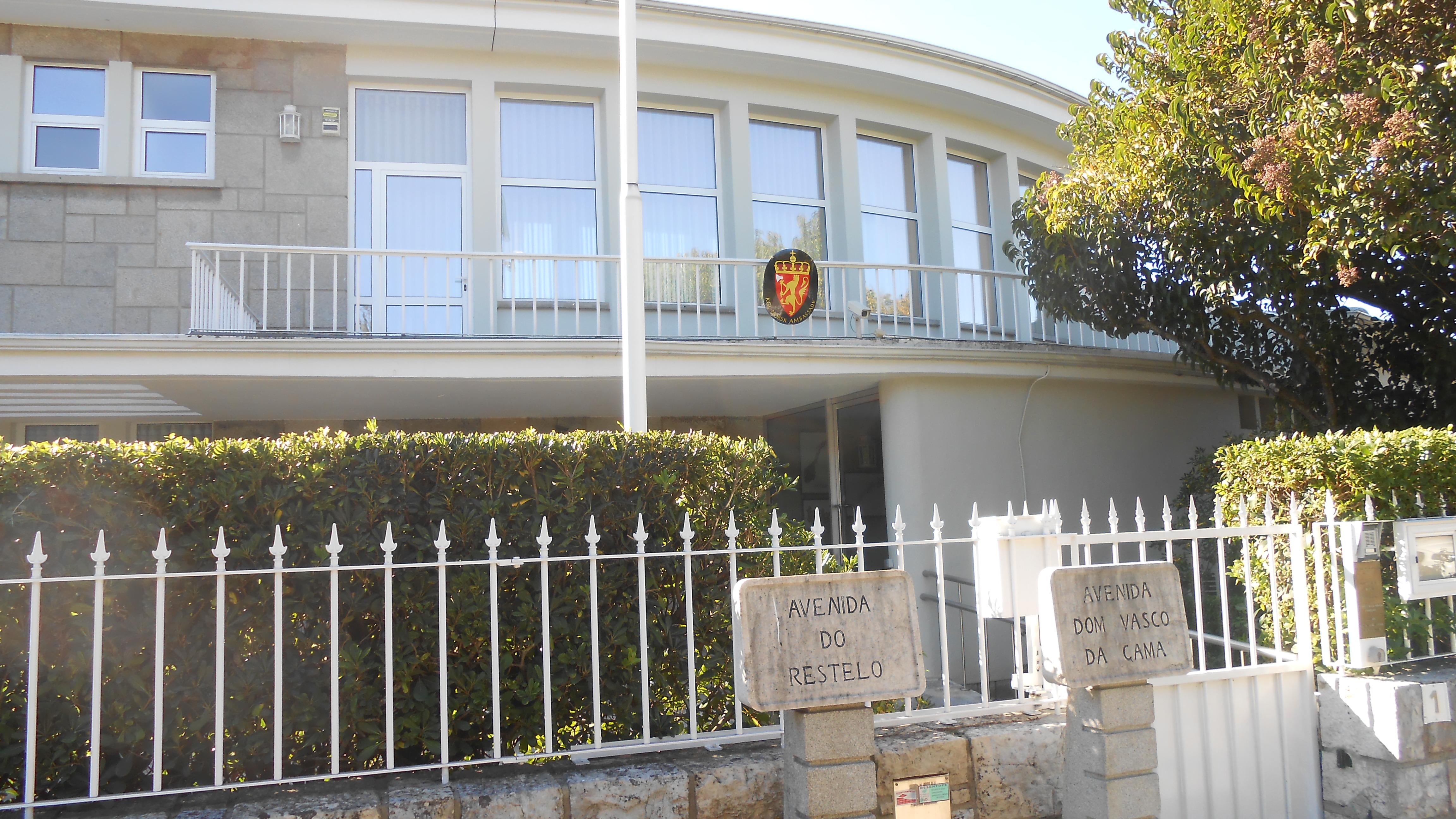
Посольство Норвегії в Португалії
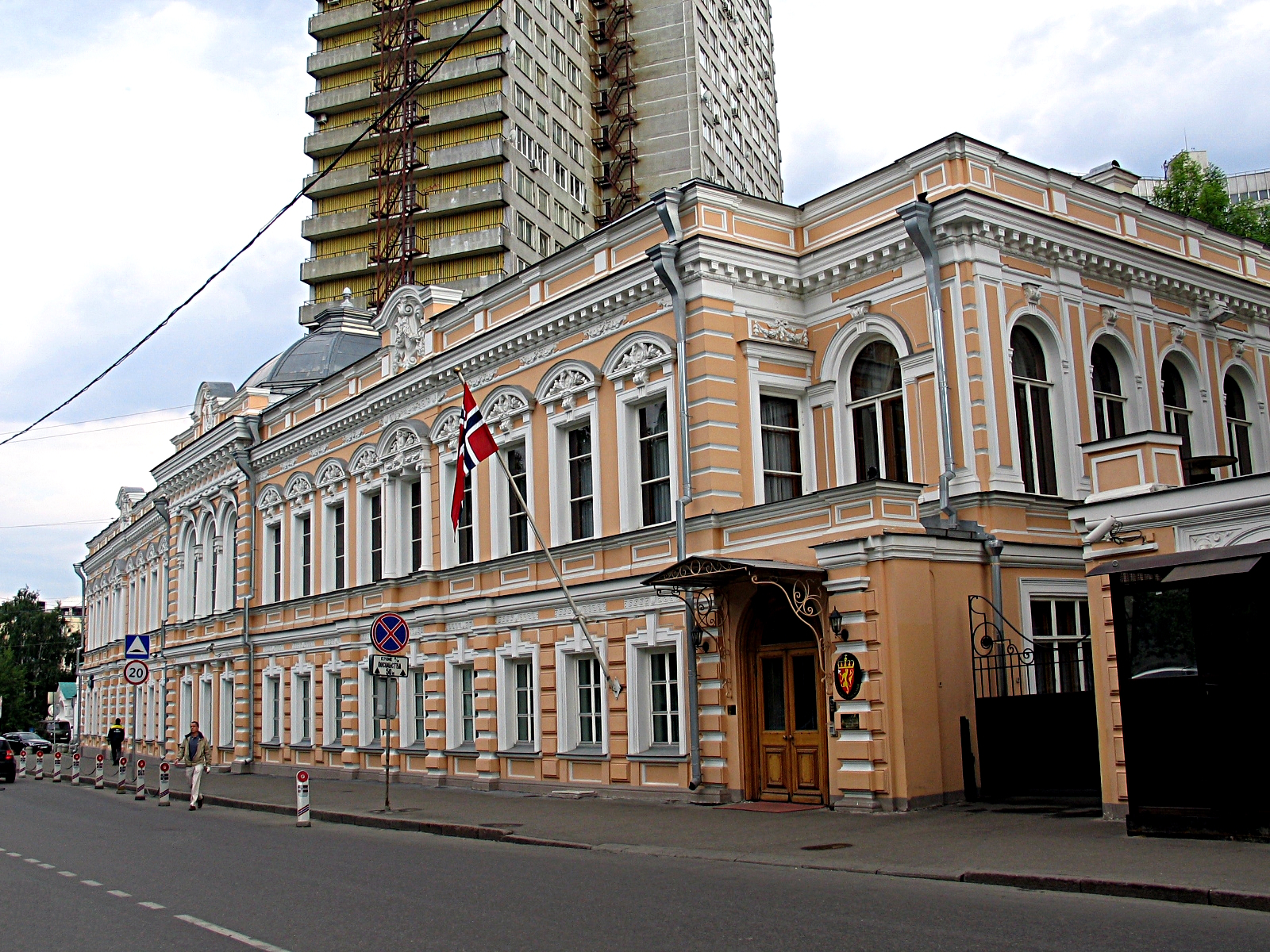
Посольство Норвегії в Росії
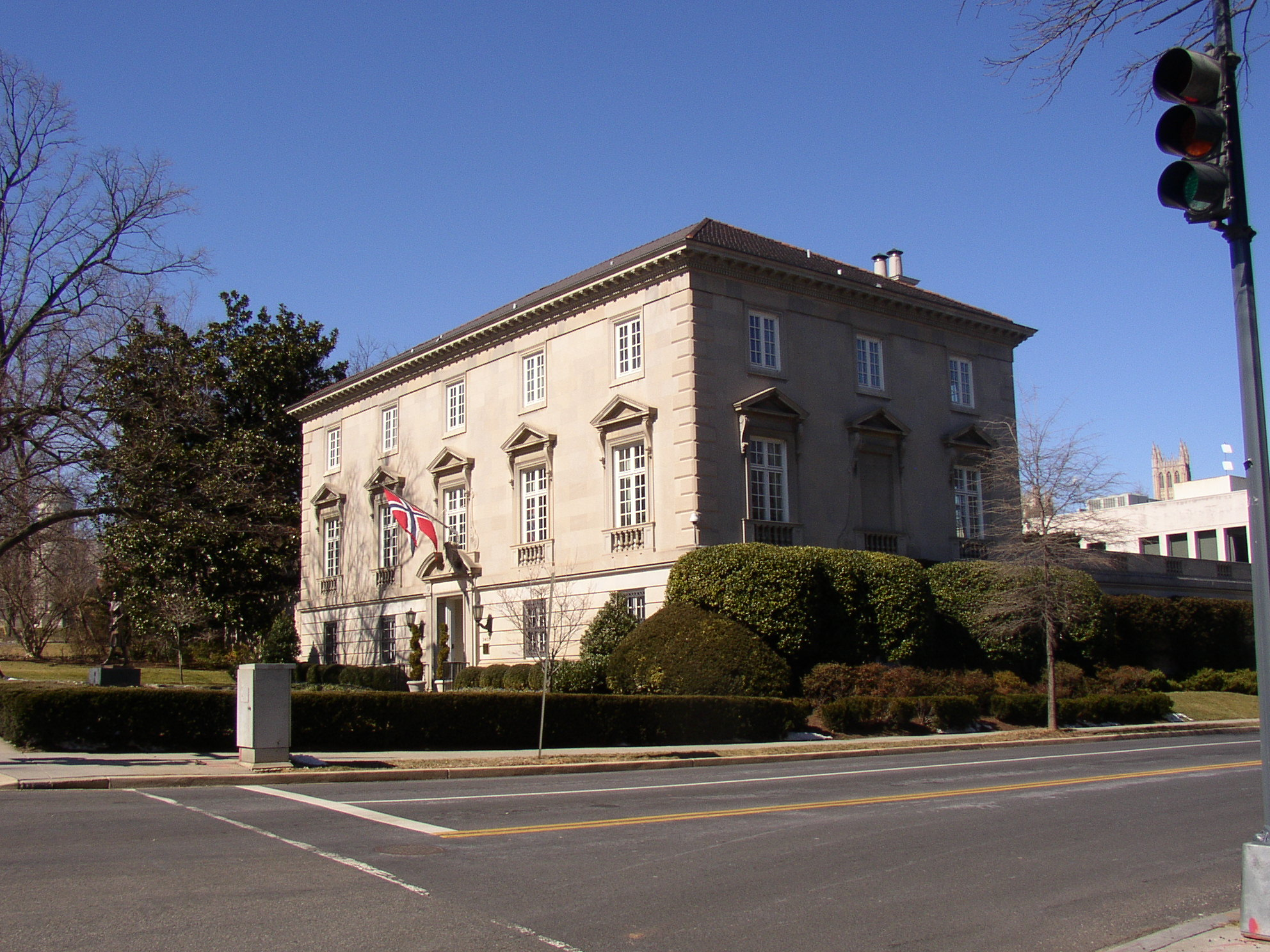
Посольство Норвегії у США
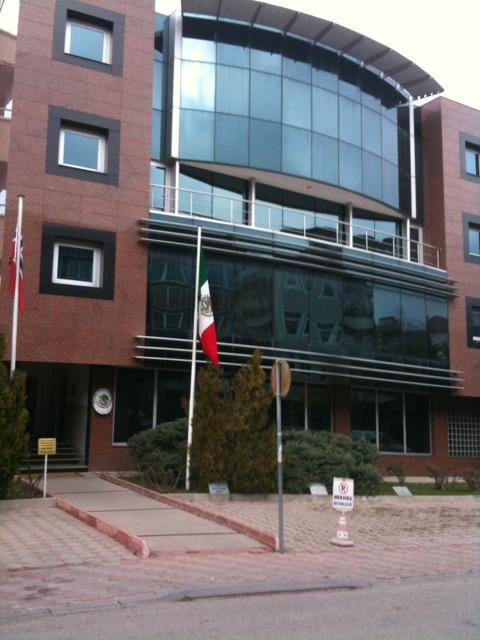
Посольство Норвегії в Туреччині (разом із посольством Мексики)
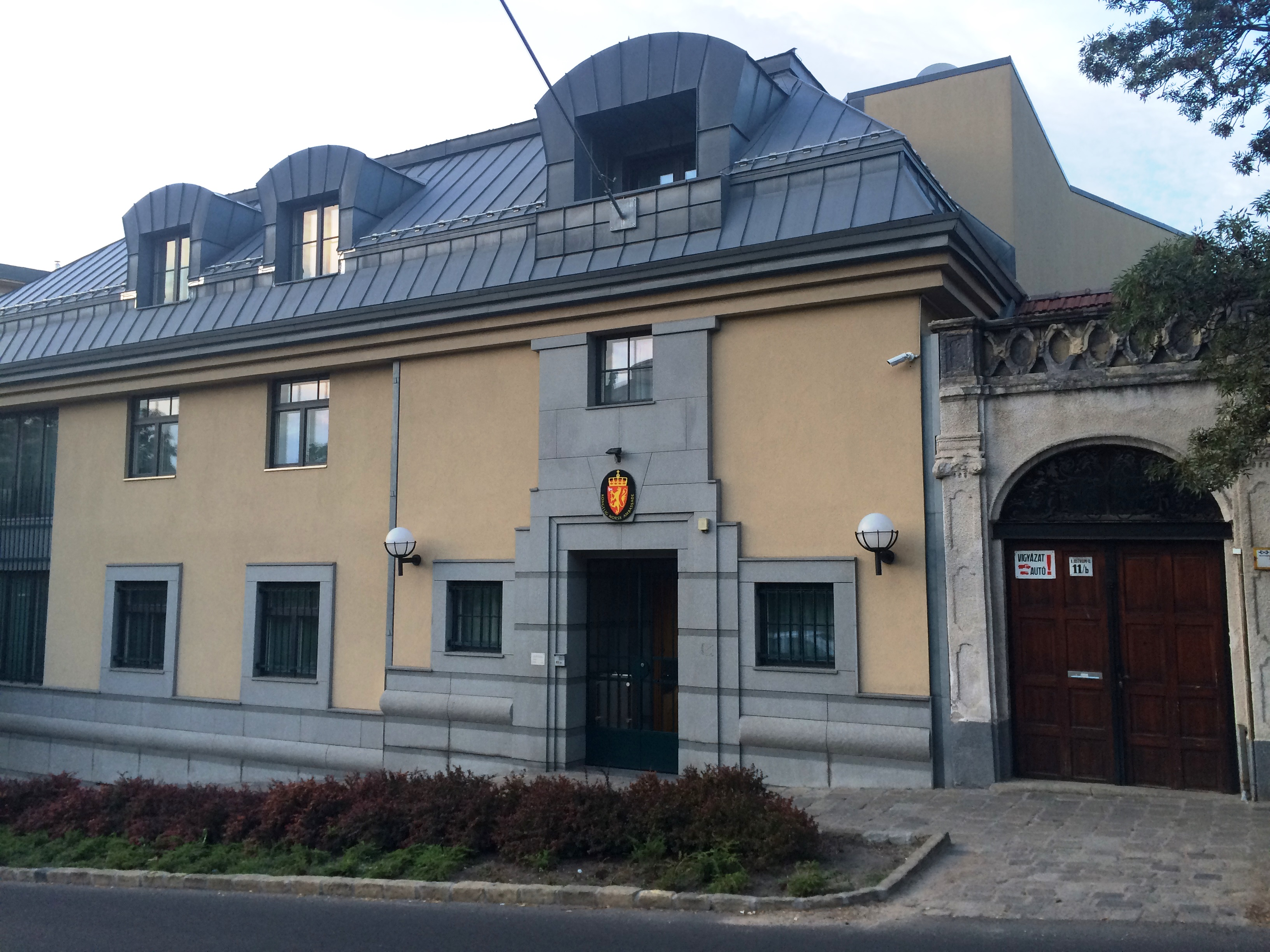
Посольство Норвегії в Угорщині
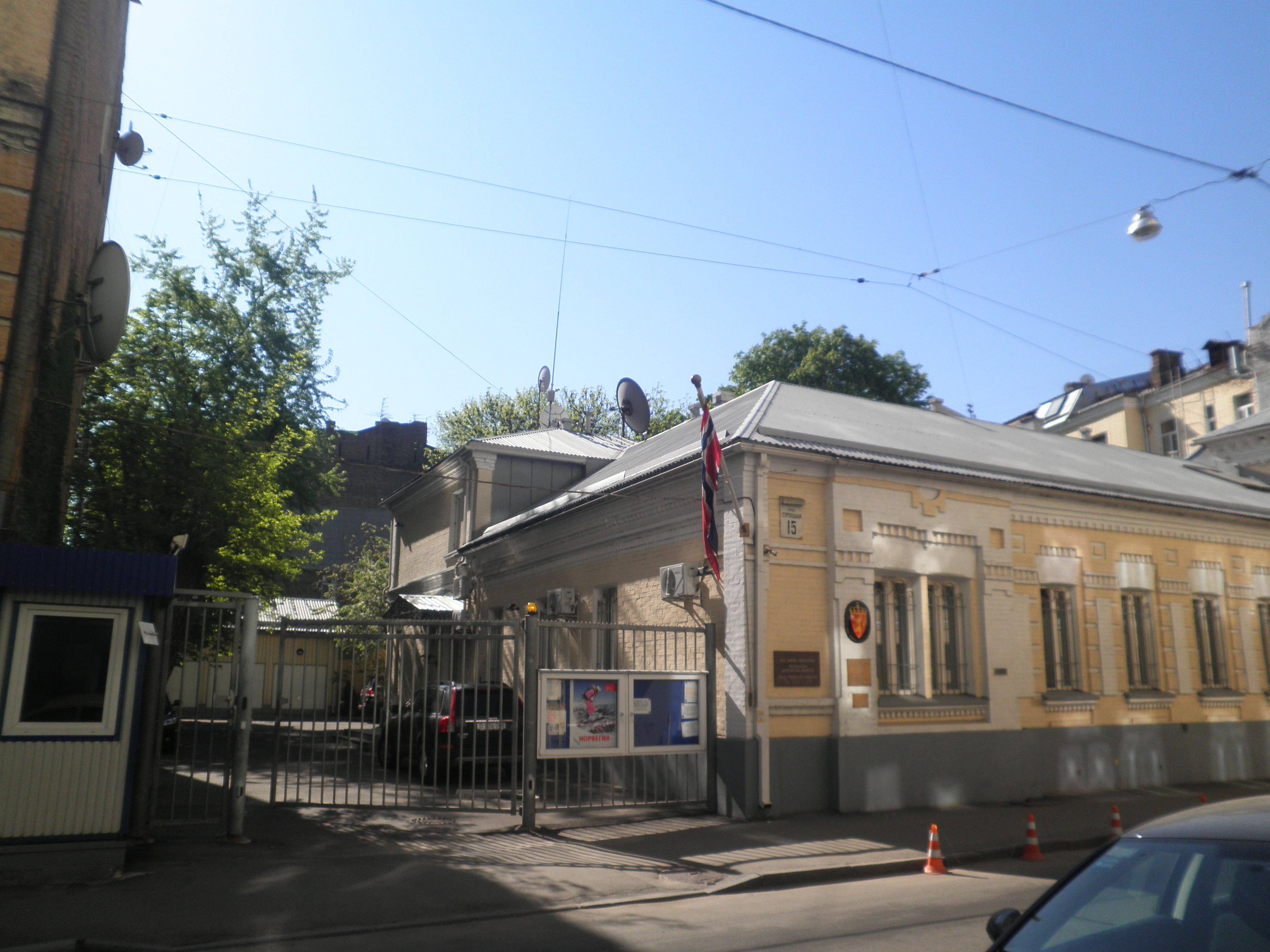
Посольство Норвегії в Україні
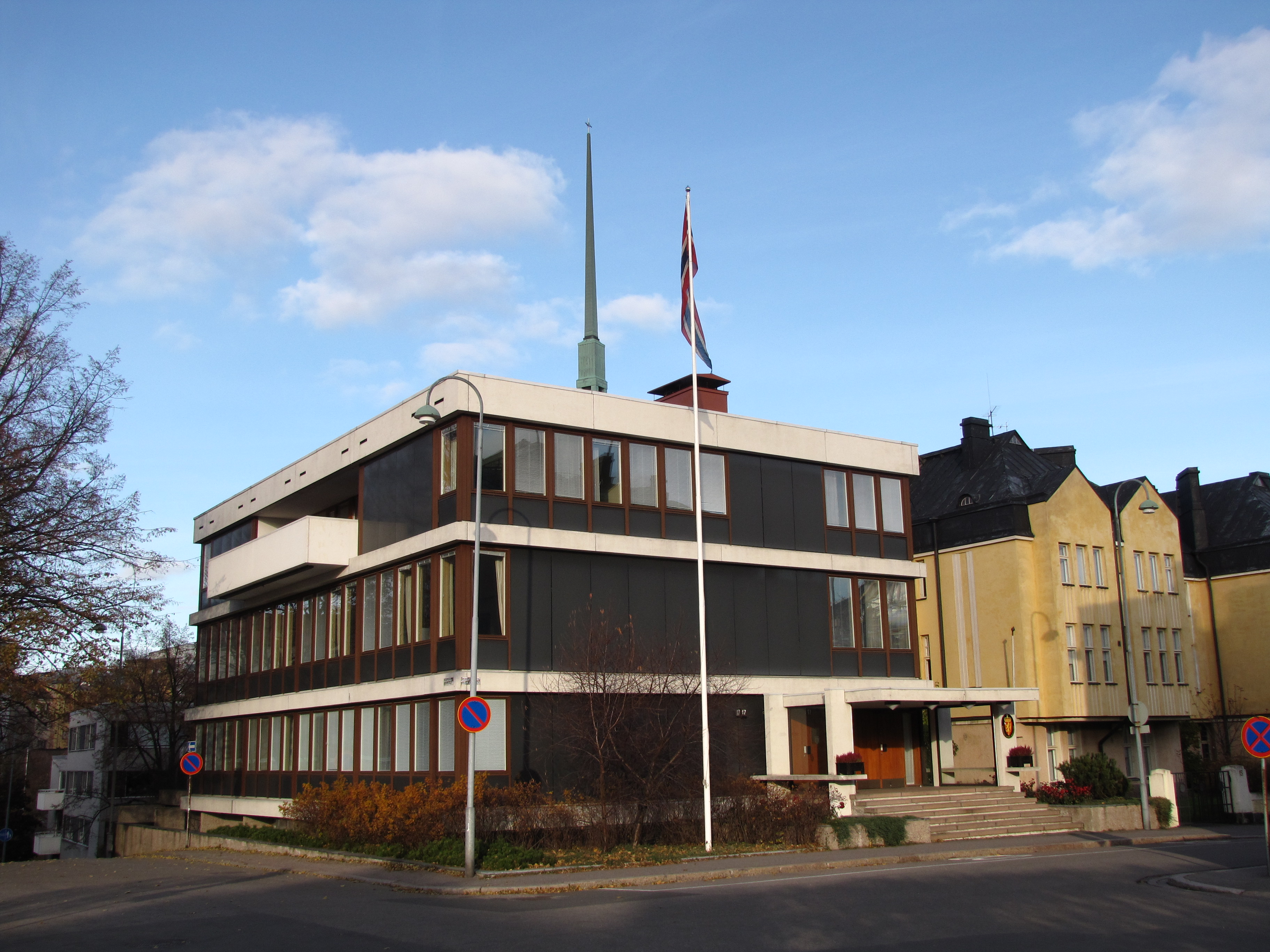
Посольство Норвегії у Фінляндії
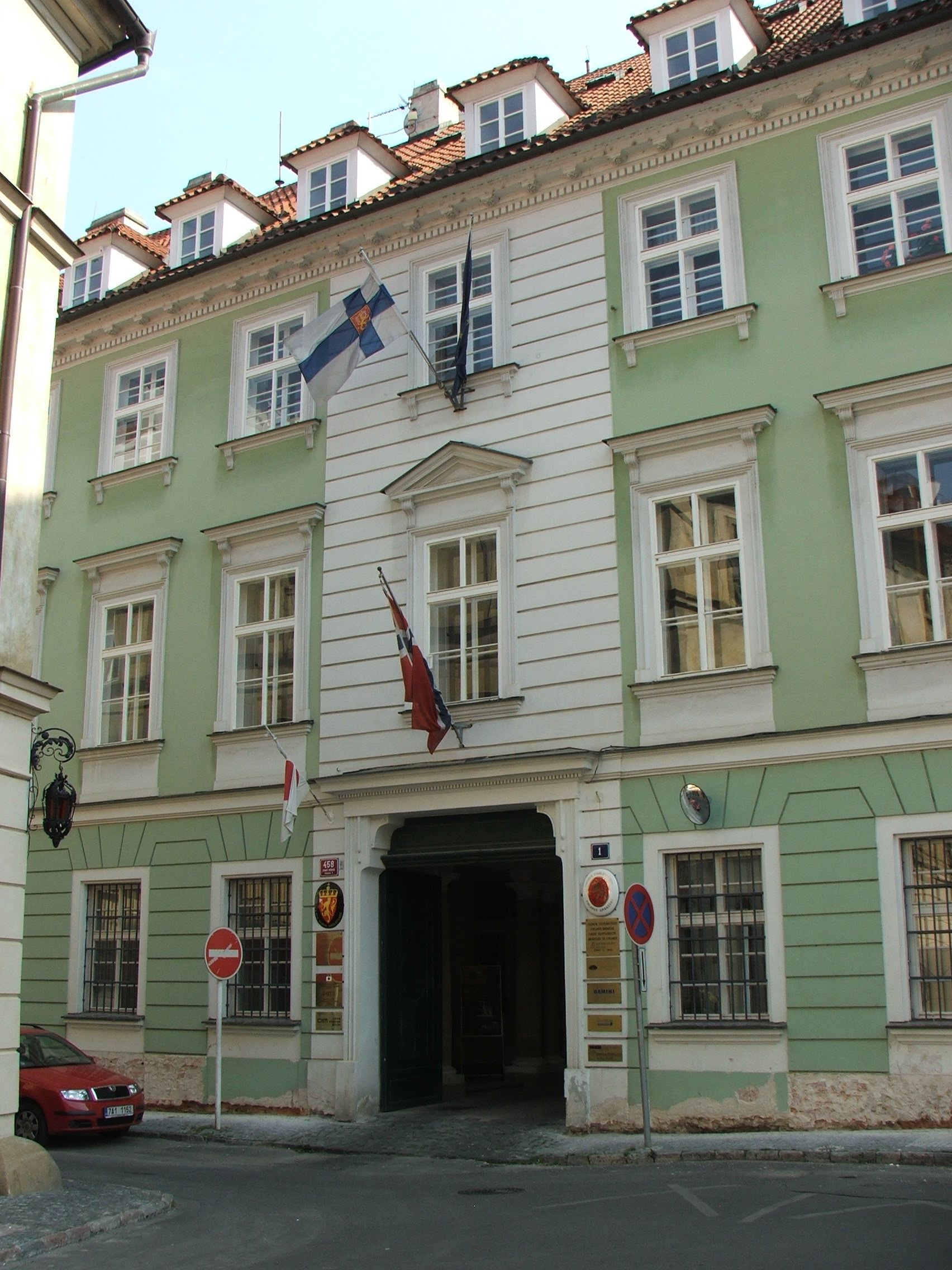
Посольство Норвегії в Чехії (разом із посольствами Фінляндії та Японії)
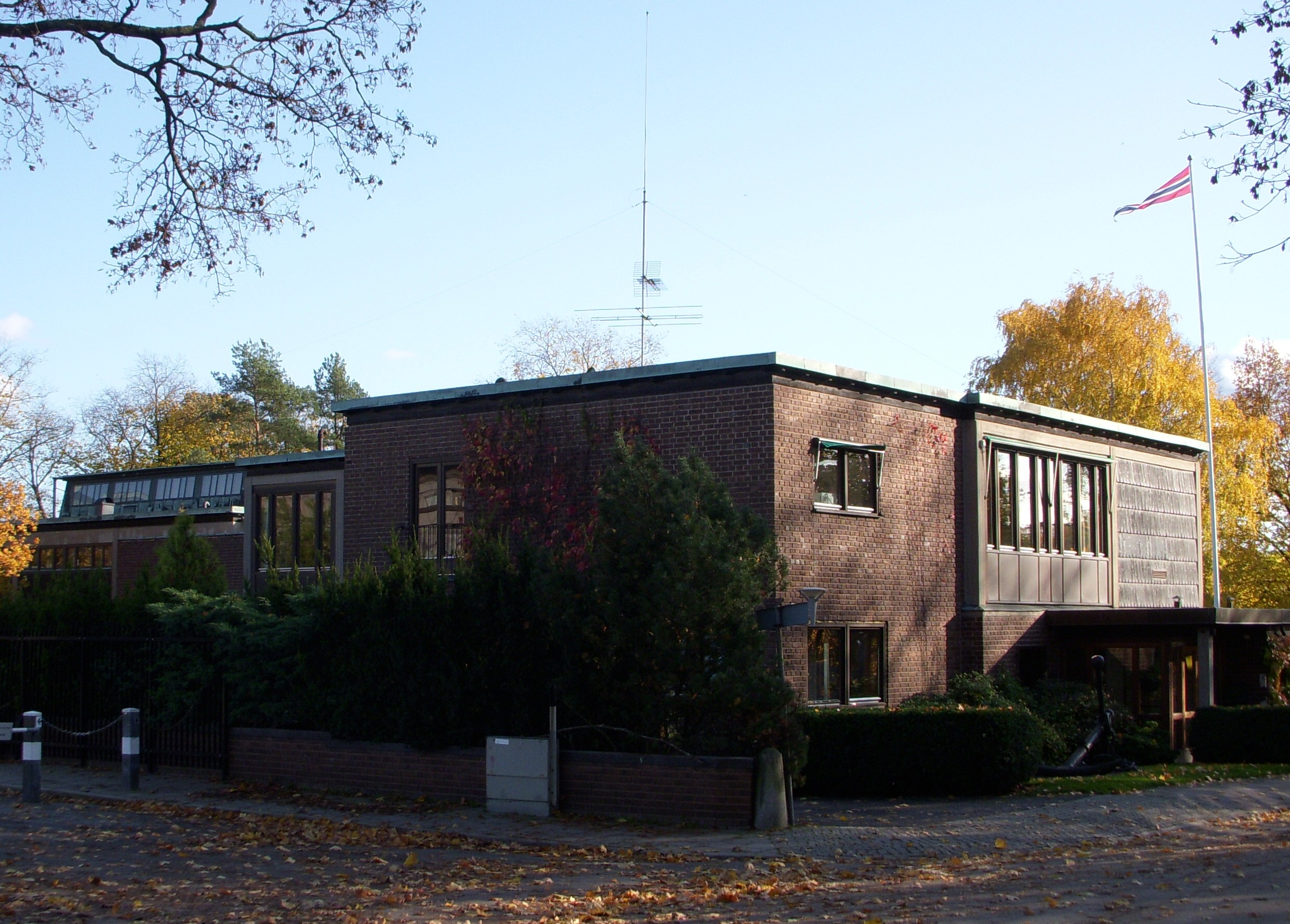
Посольство Норвегії в Швеції
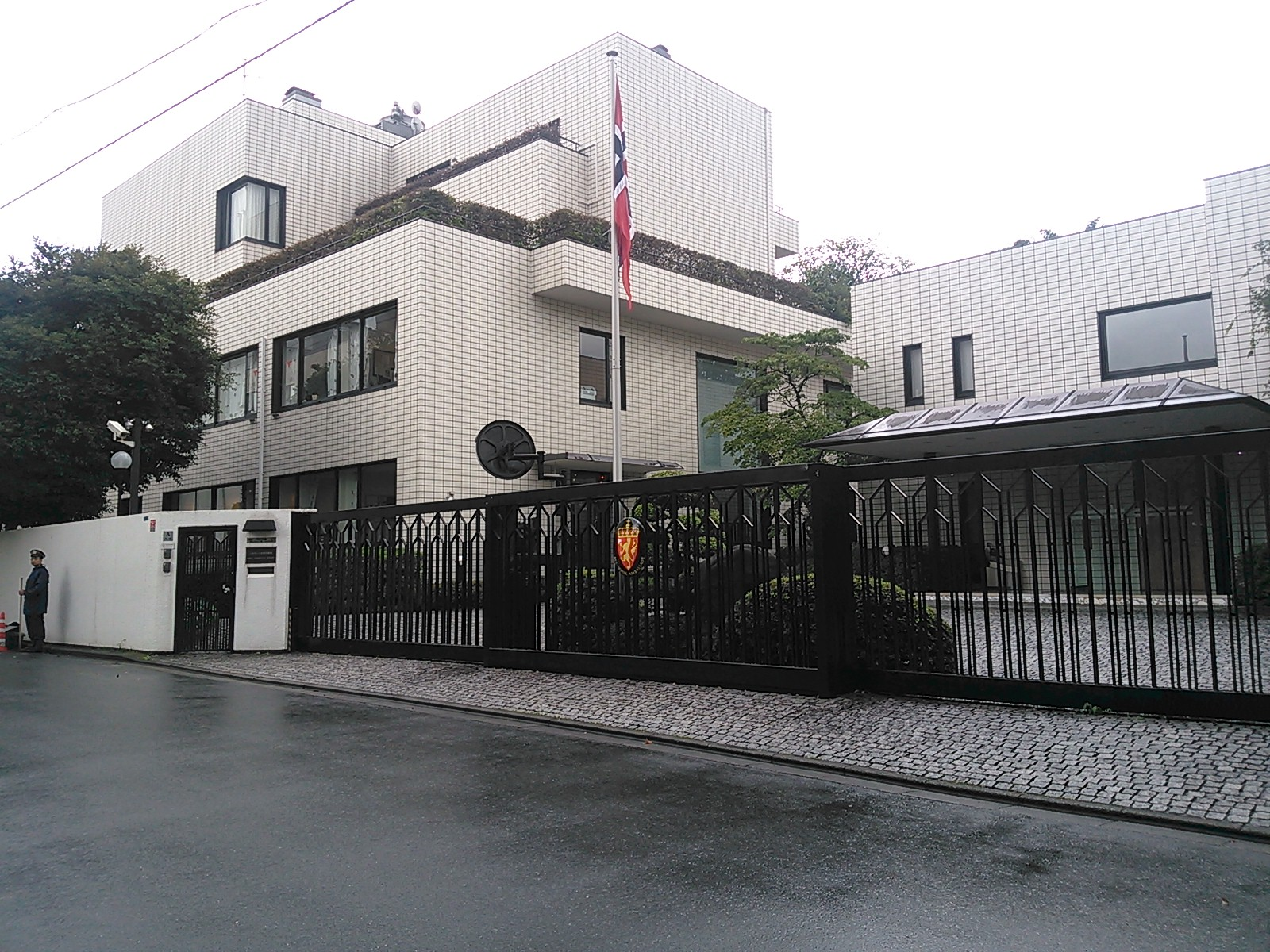
Посольство Норвегії в Японії
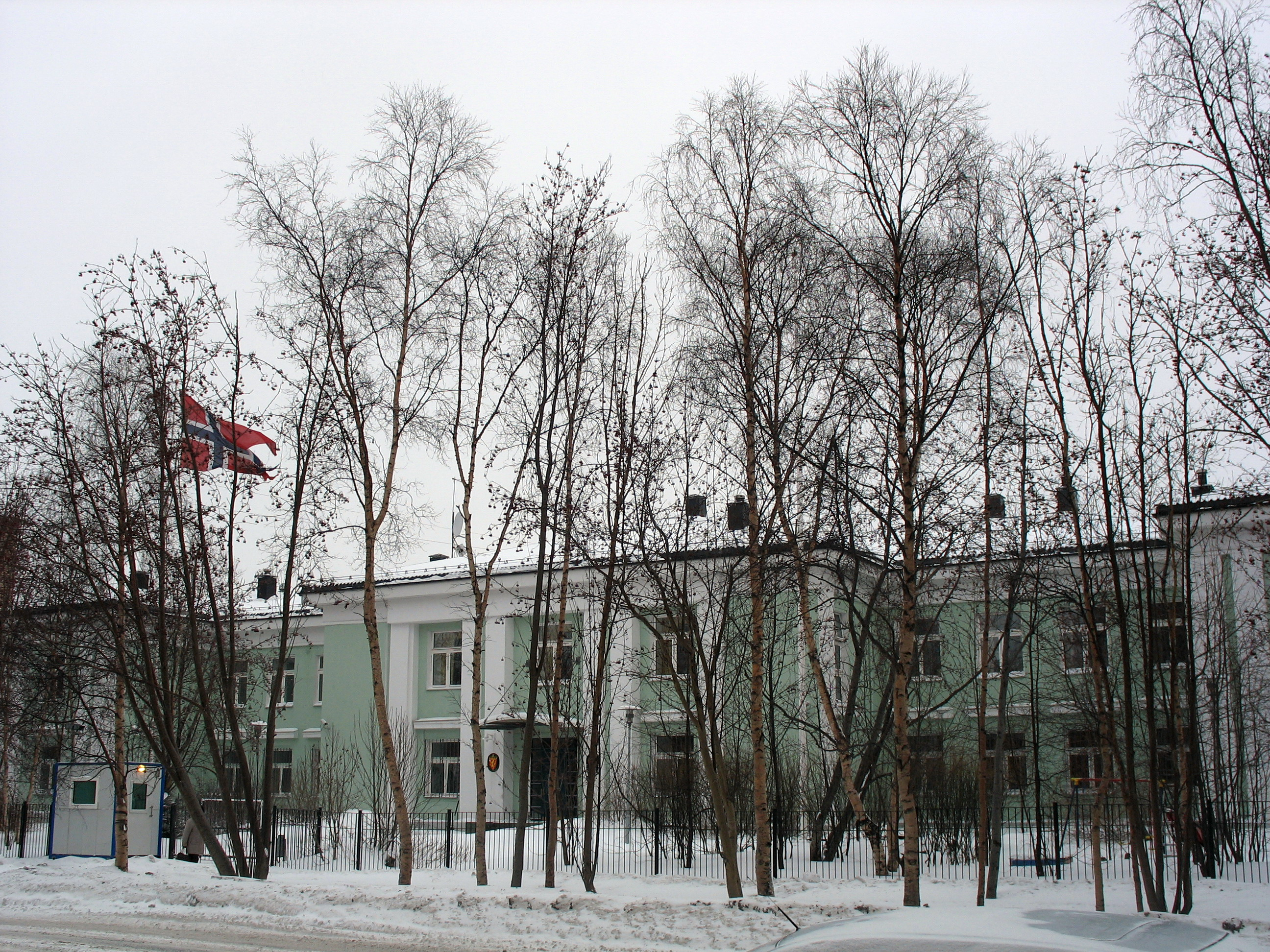
Генеральне консульство Норвегії в Мурманську, Росія
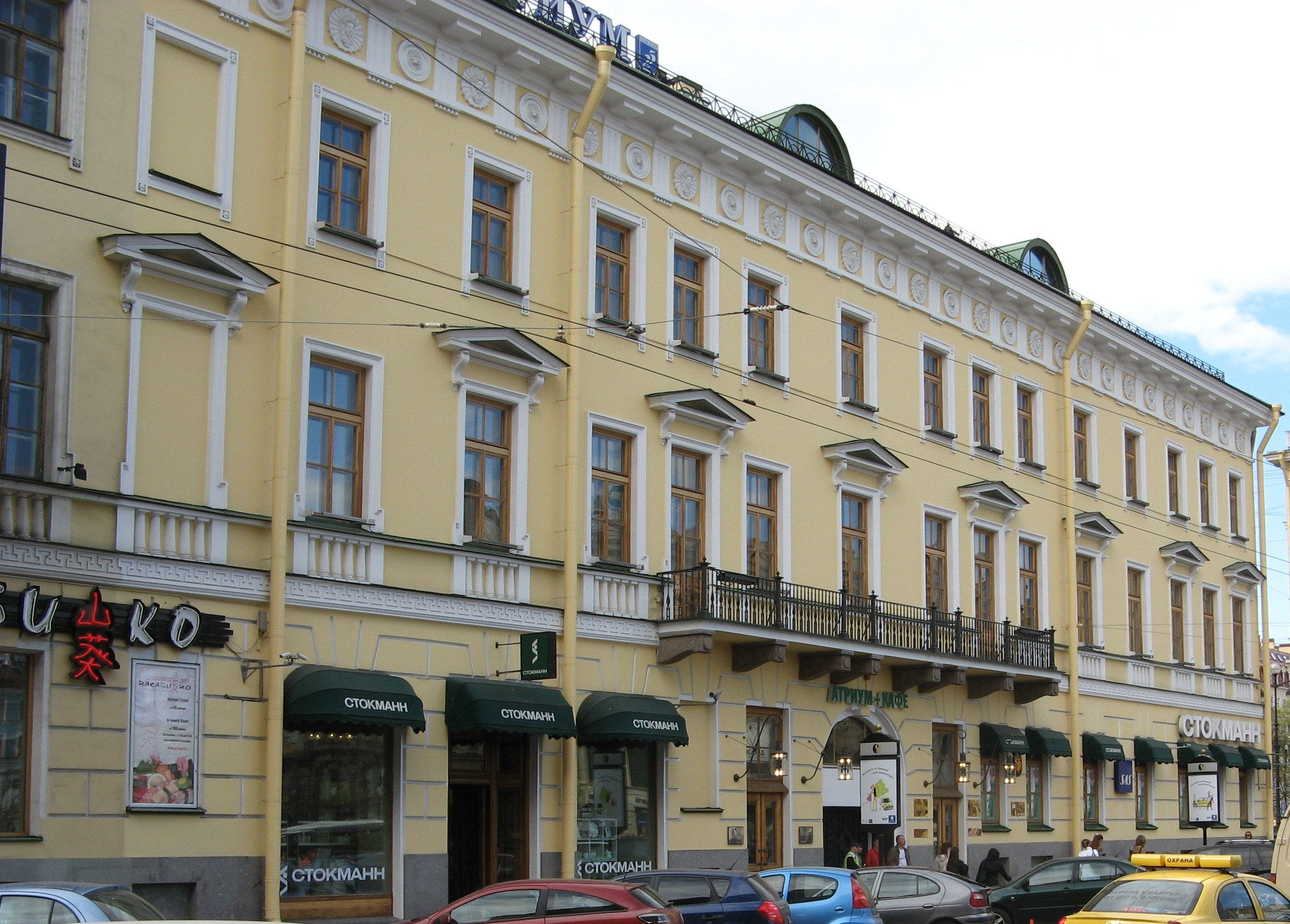
Генеральне консульство Норвегії в Санкт-Петербурзі, Росія
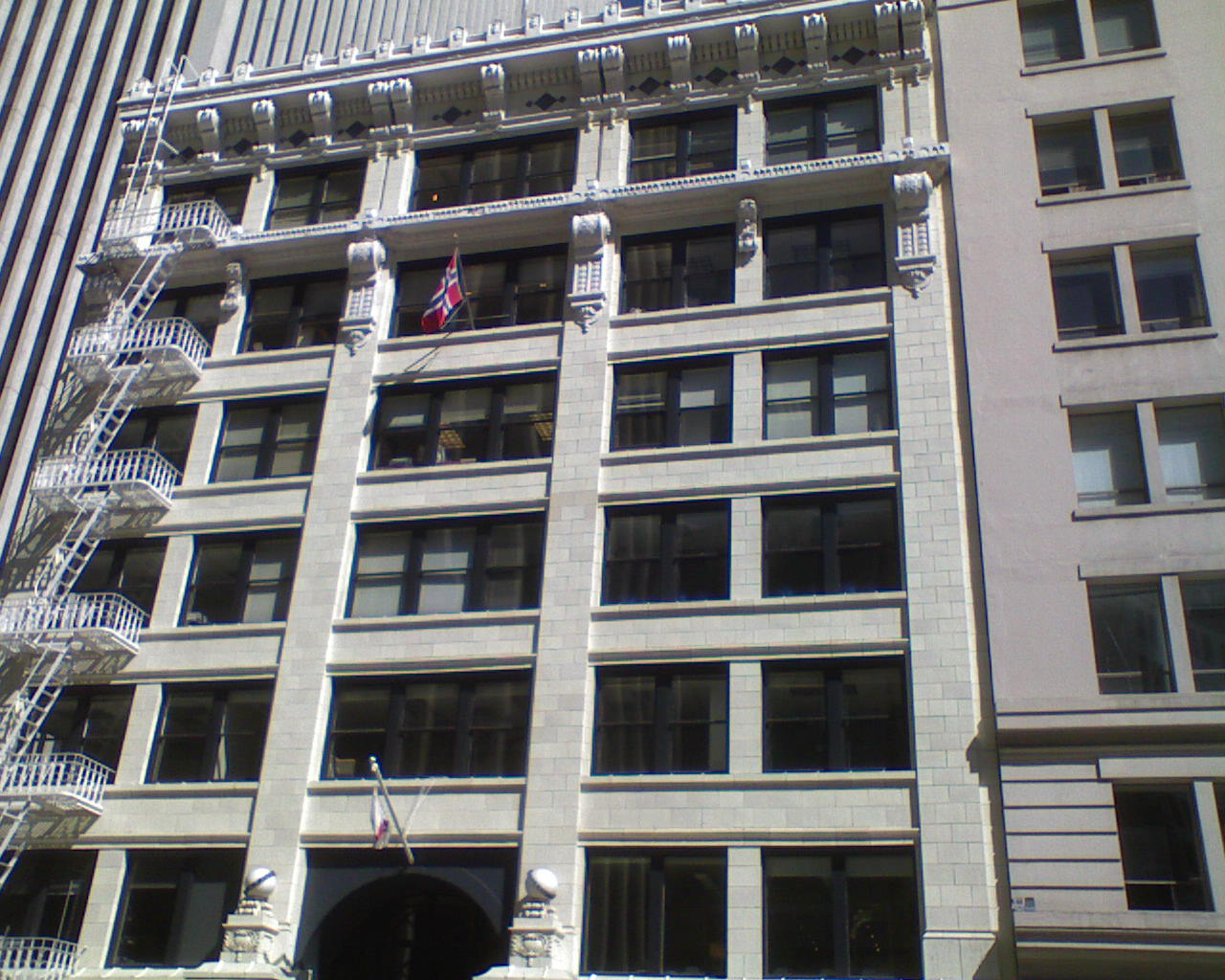
Генеральне консульство Норвегії в Сан-Франциско, США
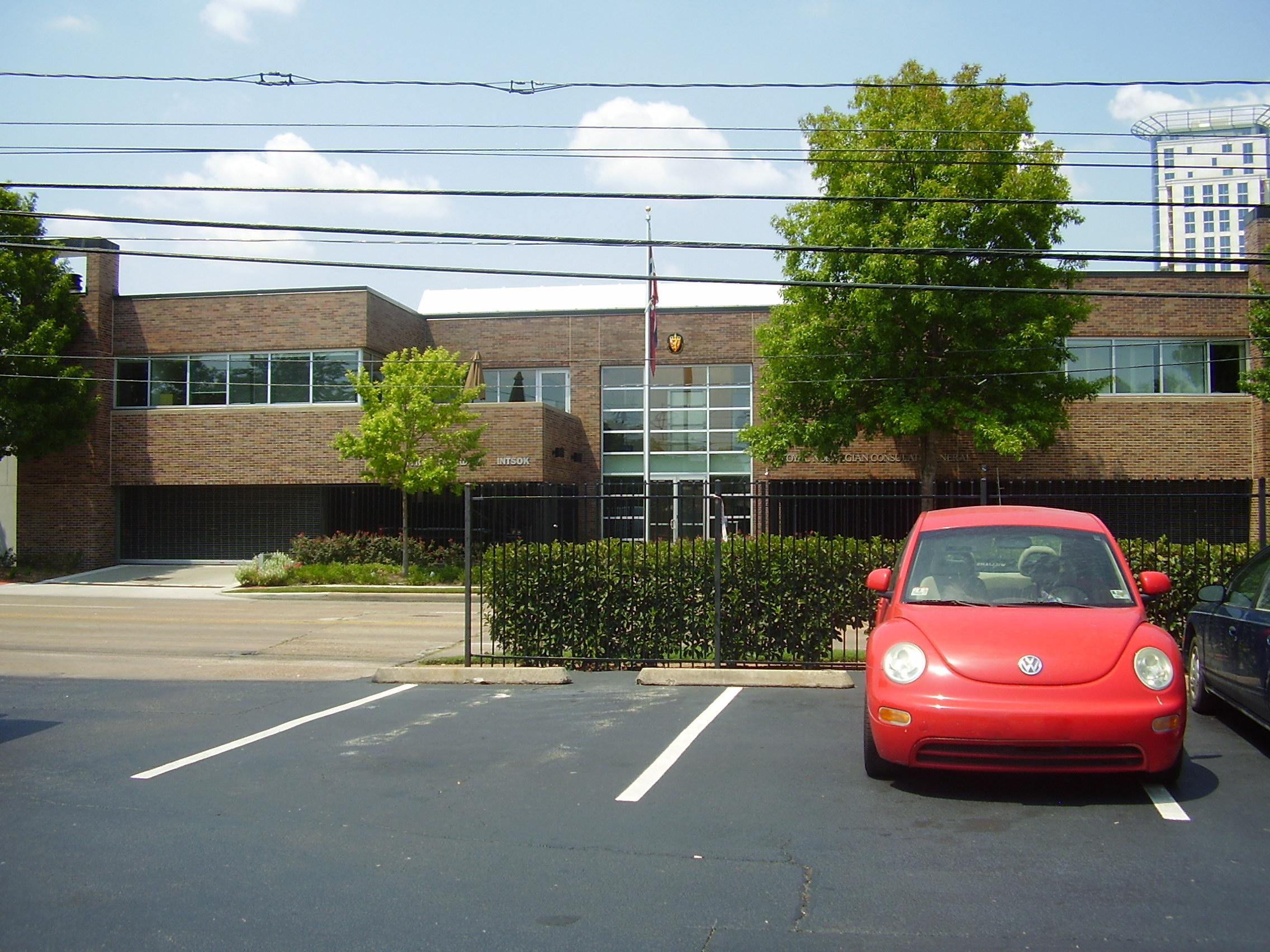
Генеральне консульство Норвегії в Х'юстоні, США